# 霧島神宮站

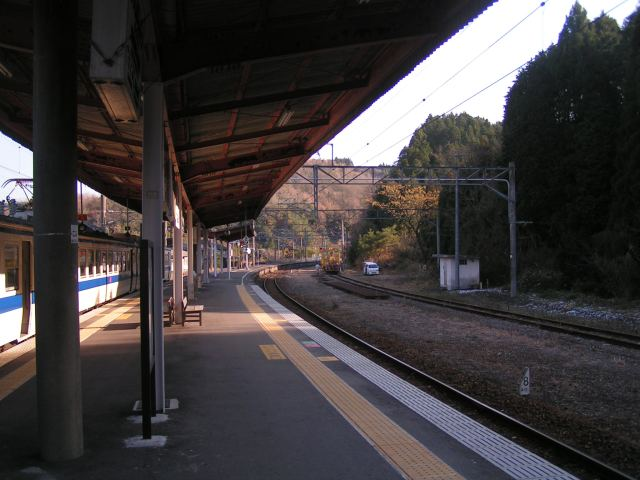
月台（2005年12月）

霧島神宮站（日语：／ Kirishimajingu eki */?）是位於鹿兒島縣霧島市，屬於九州旅客鐵道（JR九州）的日豐本線車站。事務管號碼為▲940518。本站是特急列車「霧島」的停車站。此站是由JR九州鐵道營業管理的業務委託車站，站內沒有設置MARS系統，但設有POS終端。本站雖冠名為「霧島神宮」，但實際上與霧島神宮相距超過6公里，自本站駕車前往需約10分鐘。

## 車站構造

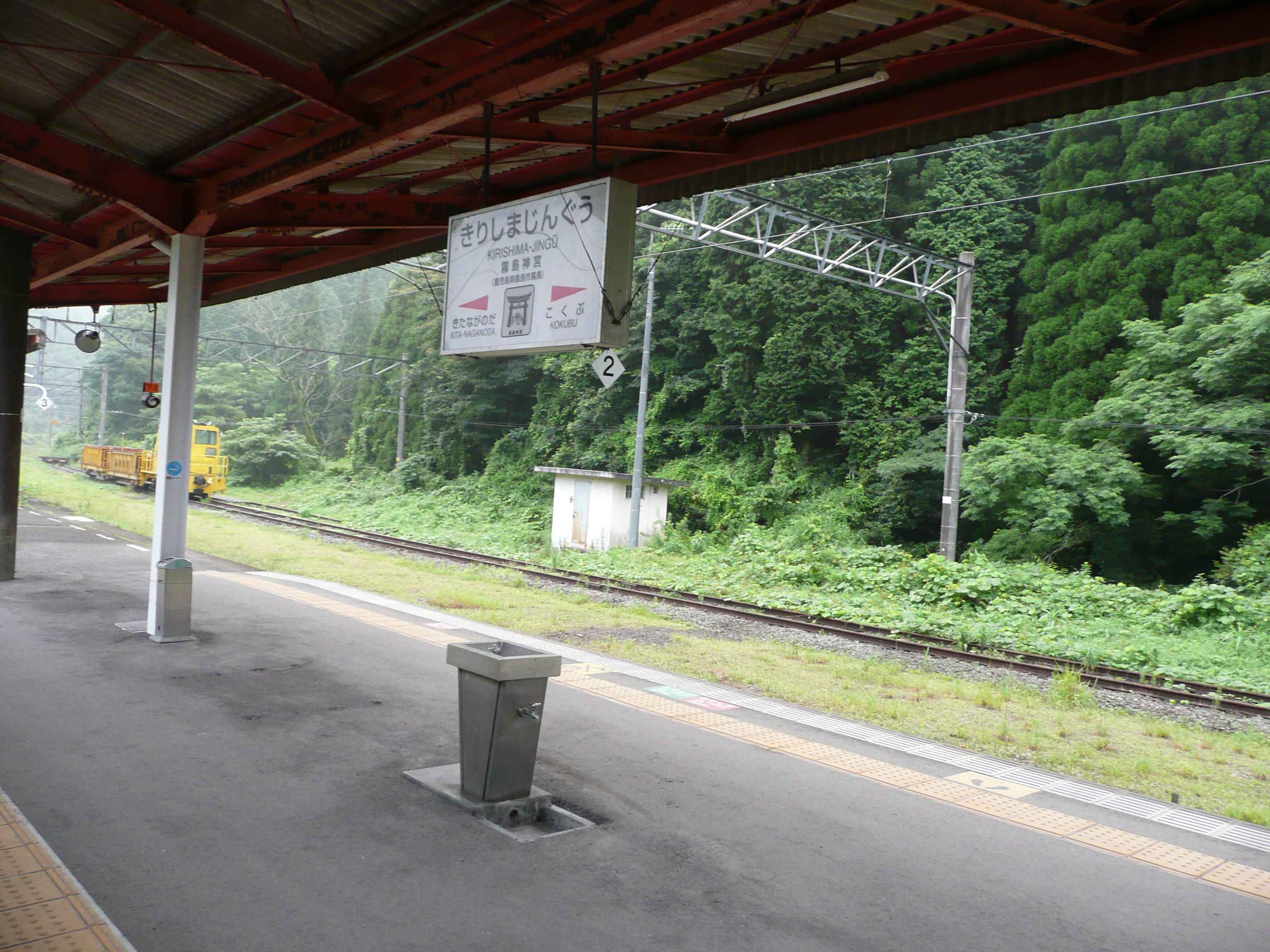
站名牌（2009年7月）

本站為以水泥建成的單層站房，為配合車站名稱，全站均以朱紅色及白色為主色調。玄關前豎立一座小鳥居，窗戶外加上了細密的木條，而通往月台之間的有蓋通道，亦配上了朱紅色和白色的色調。站內左側為站務室及服務窗口，並且配有一部可發售特急列車劵的簡易式的近距離自動售票機。站前停車場一角設有足湯。

### 月台
站內設有島式月台1座，同樣上蓋部份均全塗上鳥居的朱紅色。
| 月台 | 路線      | 上下行 | 方向           |
| ---- | --------- | ------ | -------------- |
| 1    | ■日豐本線 | 上行   | 都城、宮崎方向 |
| 2    | ■日豐本線 | 下行   | 鹿兒島中央方向 |

## 歷史
- 1930年7月10日：鐵道省國都西線由國分站延長至此，開業[2]。
- 1932年12月6日：國都東線由大隅大川原伸延至本站，並與國都西線一同併入日豐本線內[3]。
- 1971年2月1日：終止貨物起卸業務。
- 1987年4月1日：隨國鐵分割民營化，車站由九州旅客鐵道（JR九州）營運。
- 1993年：

- 8月6日：受平成5年8月豪雨影響，西都城站至鹿兒島站一段停駛。
- 10月9日：隨大隅大川原站～國分站重開而復運。

## 使用狀況
以下為近年1日平均乘車人次。
2016年起，因JR九州只公佈使用人數首300個車站的人數，本站因未達至首300位而獲得公佈實質人數的車站。但由於每日乘車人數超過100人的上名要求，所以改以補遺的方式顯示於每年度的排名榜內。
| 年度   | 1日平均 乘車人次 | 1日平均 上下車人次 |
| ------ | ---------------- | ------------------ |
| 2000   | 312              |                    |
| 2001   | 311              |                    |
| 2002   | 291              |                    |
| 2003   | 292              |                    |
| 2005   | 315              |                    |
| 2006   | 304              |                    |
| 2007   | 284              | 557                |
| 2008   | 288              | 566                |
| 2009   | 259              | 512                |
| 2010   | 231              | 458                |
| 2011   | 237              | 477                |
| 2012   | 227              | 460                |
| 2013   | 233              | 462                |
| 2014   | 204              | 403                |
| 2015   | 207              | 411                |
| 2016   | 203              | 400                |
| 2017年 | > 100            | [ 7 ]              |
| 2018年 | > 100            | [ 8 ]              |
| 2019年 | > 100            | [ 9 ]              |
| 2020年 | > 100            | [ 10 ]             |
| 2021年 | > 100            | [ 11 ]             |
| 2022年 | > 100            | [ 12 ]             |
| 2023年 | > 100            | [ 13 ]             |

## 相鄰車站
九州旅客鐵道
■日豐本線
■特急「霧島」
西都城－霧島神宮－國分
■普通
北永野田－霧島神宮－（南霧島號誌站）－國分
※此站與國分站之間距離（營業距離） 12.7公里。截至2013年12月1日，為JR九州管內在來線中最長距離。

## 外部連結
- JR九州霧島神宮站 （页面存档备份，存于）